# Andrianjaka
Andrianjaka est un souverain du royaume Merina (centre de Madagascar) ayant régné vers 1610-1630. 

## Biographie
Il était le fils cadet du roi Ralambo qui succéda à son grand-père Andriamanelo. Il succèda à son frère aîné Andriantompokoindrindra. Il acheva l'œuvre d'expansion territoriale de ses prédécesseurs puis établit sa capitale à Lalamanga (ou Analamanga) qui, pour l'occasion, fut rebaptisée Antananarivo. Dans l'ensemble, cependant, son règne fut plus pacifique et se caractérisa surtout par l'organisation de grands travaux, notamment hydrauliques, pour l'aménagement des marais du Betsimitatatra entourant sa capitale afin d'en faire des rizières.